# Blancos en Zimbabue
Los blancos en Zimbabue, también llamados rodesianos blancos o simplemente rodesianos (en inglés: White Rhodesians o Rhodesians respectivamente) son personas blancas de origen europeo que habitan la República de Zimbabue, se dividen entre aquellos descendientes de británicos e irlandeses, de habla inglesa, y bóeres (afrikáners) de Sudáfrica. En la actualidad el número estimando de blancos en Zimbabue  es de 9875 personas al año 2020, sobre una población total de 15 464 000 habitantes.

## Identidad

Bandera de Rodesia.

Los blancos de Rodesia descienden principalmente de oficiales del Imperio británico enviados a la colonización de Rhodesia del Sur desde 1895 fue ocupado por la Compañía Británica de Sudáfrica (BSAC) desde la década de 1890 en adelante, luego de la subyugación de las naciones Matabele (Ndebele) y Shona.
En 1965, tomando como modelo el sistema de Apartheid de la vecina Sudáfrica, el gobierno colonial de Ian Smith declaró unilateralmente la independencia de Rodesia del Sur, pasándose a llamar simplemente Rodesia. Siguió siendo primer ministro durante casi todos los 14 años de aislamiento internacional. Esto no fue reconocido por la comunidad internacional salvo unos pocos países (como Sudáfrica y Portugal). El régimen de segregación racial establecido por Ian Smith llevó a una guerra civil donde 5.000 miembros de la fuerza aérea, 10.000 del ejército, 8.000 policías, 35.000 reservistas, 1.500 tropas sudafricanas y miles de mercenarios (1600 de Sudáfrica, 1800 de Francia, 1050 de Alemania Occidental, 800 de Israel y 2800 de Portugal) combatieron por mantener la segregación racial contra la rebelión del ZANU-PF. Durante su régimen los rodesianos blancos disfrutaban de un nivel de vida muy alto y varios privilegios. La Ley de Tenencia de Tierras había reservado el 30% de las tierras agrícolas para propiedad blanca. El gasto público en educación, atención médica y otros servicios sociales estaba fuertemente inclinado hacia los blancos. La mayoría de los trabajos mejor pagados en el servicio público también estaban reservados sólo para los blancos. 
El régimen de Smith modifica por decreto en 1964 a imitación de las políticas del partido conservador de Sudáfrica las Leyes de distribución y tenencia de tierras desplazaron a los africanos de las mejores tierras de cultivo del país, restringiéndolos a tierras tribales improductivas y con poca precipitación expropiado más se siete millones de hectáreas a africanos nativos para reservarla a la minoría blanca, reservando áreas de alta precipitación para la propiedad de los blancos. A raíz de los desplazamientos forzosos de etnias nativas la propiedad de la tierra cambio radicalmente, alrededor de un millón de personas fueron desplazadas y recluidas en reservas étnicas imitando el sistema de Batustanes mientras que las tierras eran privatizadas. Los colonos blancos se sintieron atraídos por Rhodesia por la disponibilidad de extensiones de tierras de cultivo de primera calidad que se podían comprar al estado a bajo costo o cedidas gratuitamente. A raíz de las reformas para 1975 la minoría blanca poseía el 85 por ciento de la tierra productiva.
Hasta el siglo XXI unos 4500 granjeros blancos poseían el 70 por ciento de los terrenos productivos, a pesar de representar a una minoría racial, el 1 por ciento de la población.
Tras los acuerdos de Lancaster en el 79 se consagró el gobierno de mayoría negra gracias a las primeras elecciones libres y el cambio de nombre del país a Zimbabue. Originalmente, los blancos tenían 10 cupos en el poder legislativo de 50 miembros, pero ello fue eliminado más tarde. La minoría blanca ha disminuido muy notablemente, la emigración de los blancos tras la independencia en 1980
Desde los 90 gran parte de la comunidad emigró a otros países incluyendo Gran Bretaña, Australia, Argentina y en menor medida a Sudáfrica. La demógrafa y estadísta Anabelle Mc Lean estima la población blanca y mestiza en menos de 10.000 personas para el año 2020. menos del 0.1 por ciento de la población del país, mientras que los grupos étnicos de raza negra constituían el 98,89% de la población del país.
Desde inicios de siglo los granjeros blancos se han constituido alrededor del Movimiento por el Cambio Democrático (MDC).

## Personajes destacados

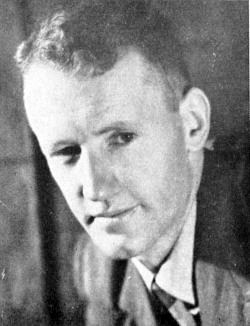
Ian Smith, quien declaró unilateralmente la independencia de Rodesia.
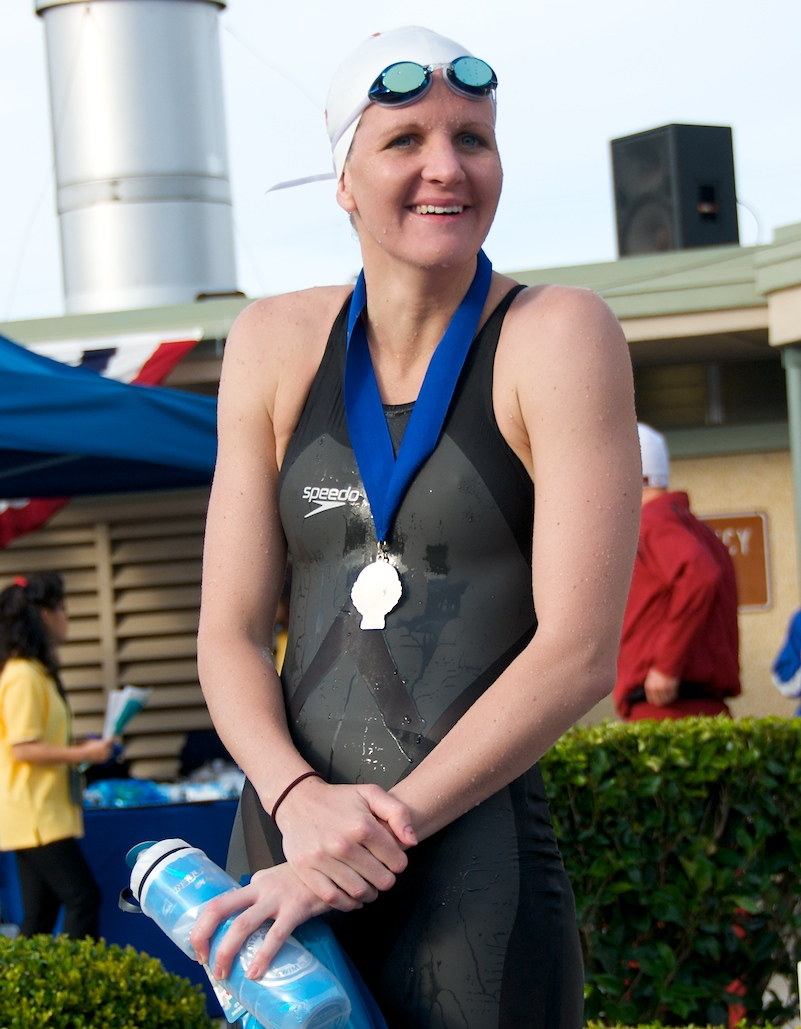
Kirsty Coventry
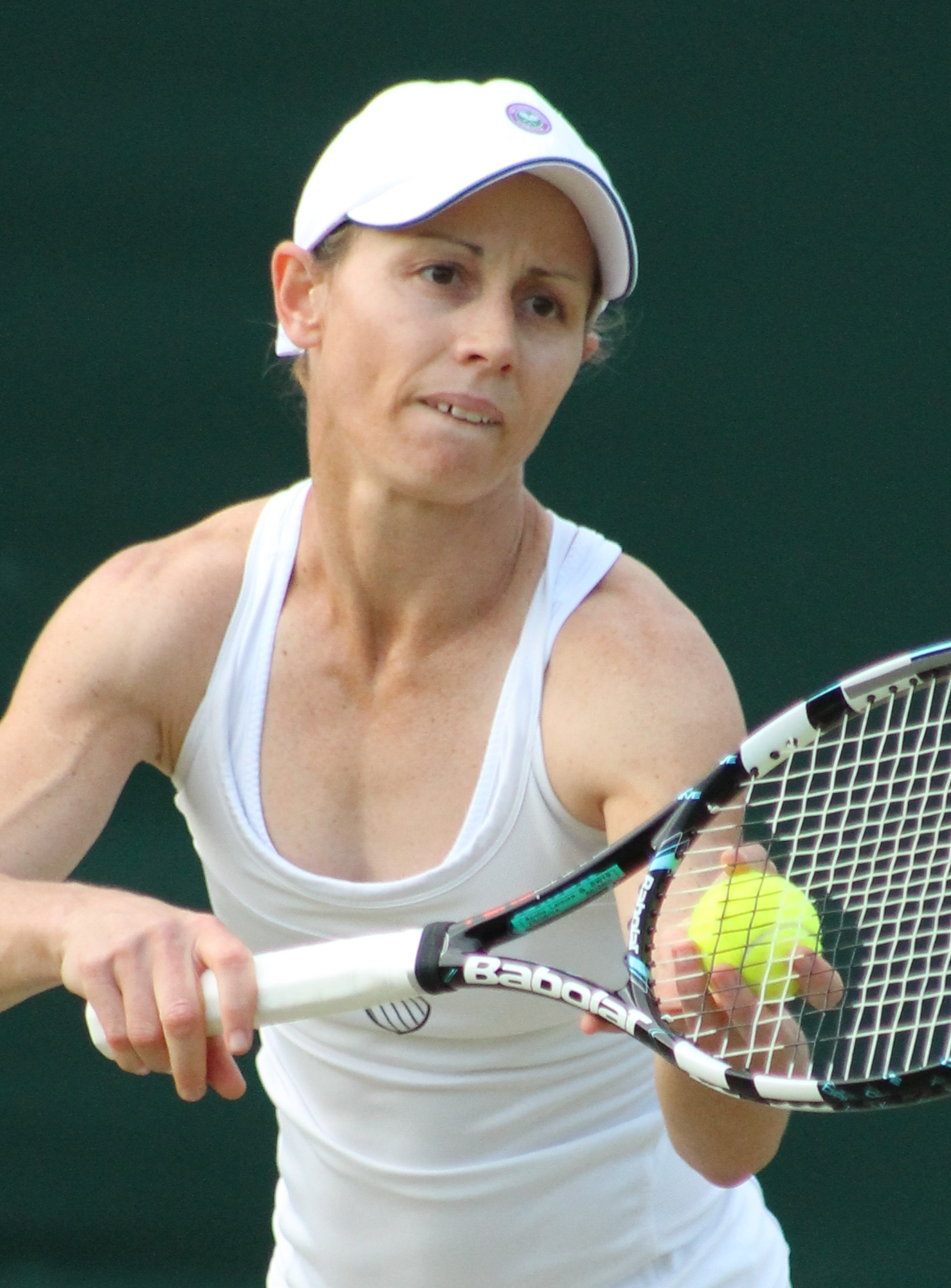
Cara Black
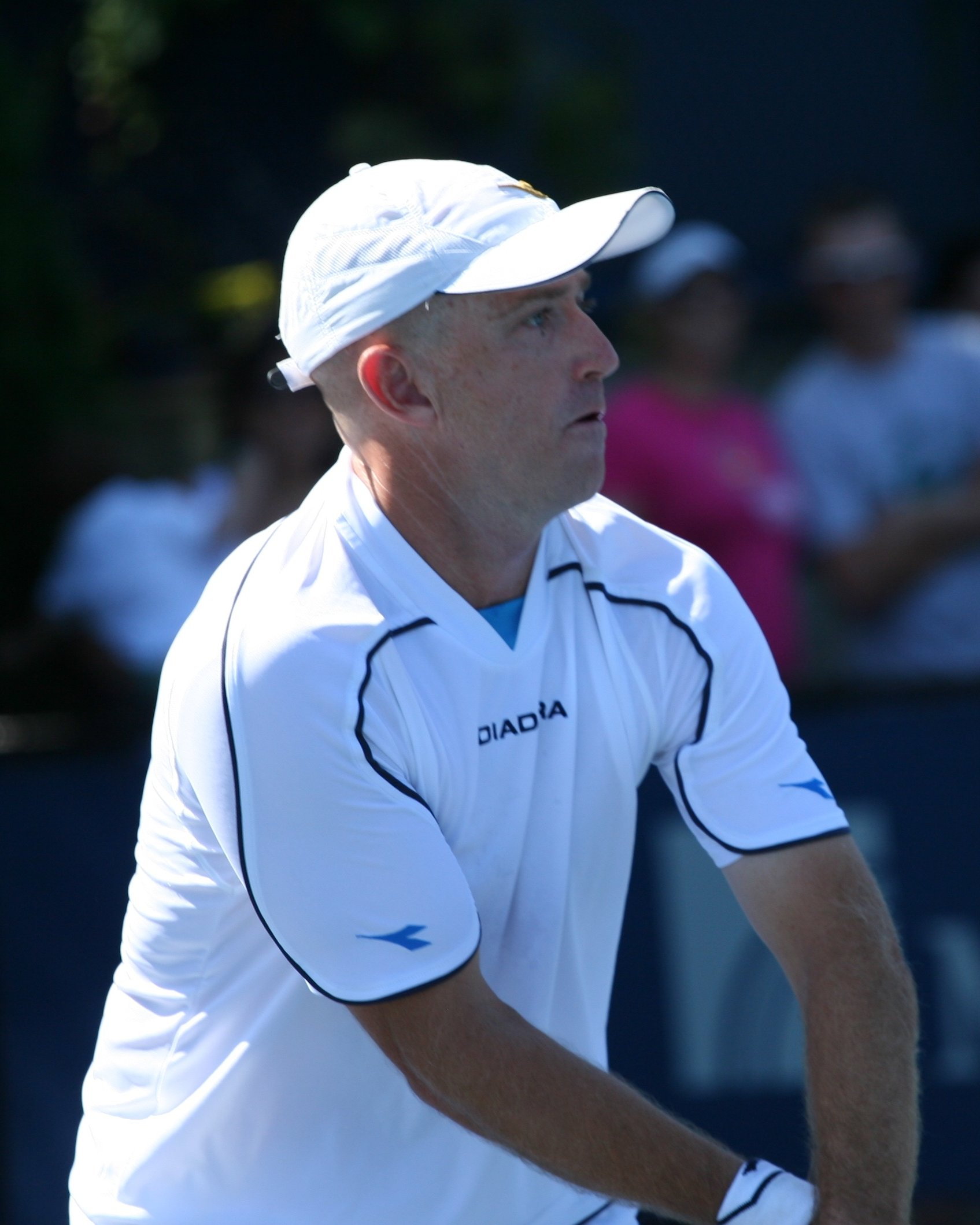
Kevin Ullyett
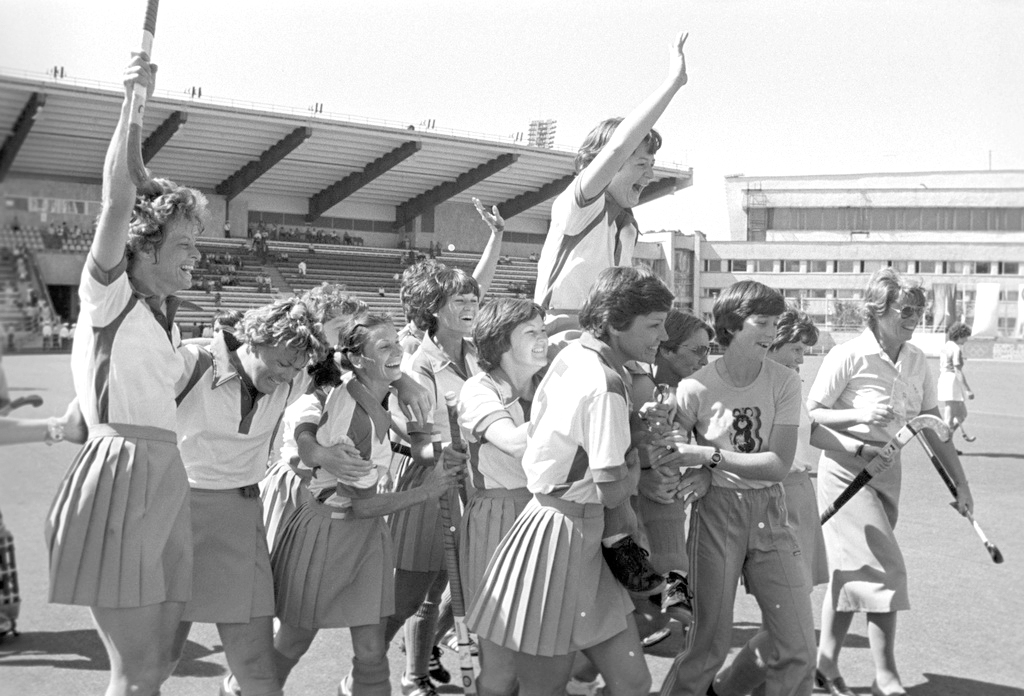
El equipo femenino de hockey césped de Zimbabue, campeón olímpico en Moscú 1980, estaba compuesto exclusivamente de deportistas blancas.